# チャアム駅
チャアム駅 （チャアムえき、タイ語:สถานีรถไฟชะอำ）は、タイ王国中部ペッチャブリー県チャアム郡にある、タイ国有鉄道南本線の駅である。

## 概要
ペッチャブリー県の人口7万人が暮らすチャアム郡にある。駅の正面側は東向きであり、町の中心部に位置する。三等駅であり1日に10本（5往復）の列車が発着しその内訳は快速2往復、普通3往復である。
当駅に発着するバンコク発着の列車は、トンブリー駅とクルンテープ・アピワット中央駅、クルンテープ駅の3箇所からの発着である為注意が必要である。クルンテープ・アピワット中央駅から、快速列車利用で3時間20分程度である。
現在では使用されていないが、当駅の北方よりセメント工場までの専用線が伸びている。

## 歴史
南本線は東北本線、北本線に次ぐ3番目の幹線として1899年に着工された。南本線は前記2線とは異なり始めから1,000mm軌間を採用して敷設された。（前記2線は当初は標準軌間である1,435mmで敷設されたがその後1,000mm軌間に改軌された。）
旧トンブリー駅 - ペッチャブリー駅間が1903年6月19日に開業したのを皮切りに南北3か所（ペッチャブリー駅、ソンクラー駅、カンタン駅）より同時に延伸工事が開始され、当駅はペッチャブリー駅側からの第一期工事分として1911年6月9日に終点として開業した。開業して13箇月後の1911年11月25日に、フワヒン駅まで延伸開業し中間駅となった。
現在ナコーンパトム駅よりフワヒン駅までの複線化工事が進行中である。 
- 1911年6月9日：南本線ペッチャブリー駅 - 当駅間開通に伴い開業。
- 1911年11月25日：南本線がフワヒン駅まで延伸され、途中駅となる。

## 駅構造
単式及び島式1面の複合型ホーム2面2線をもつ地上駅であり、駅舎はホームに面している。